# Polynesian-Airlines-Flug 211
Polynesian-Airlines-Flug 211 war ein internationaler Linienflug der Polynesian Airlines von Pago Pago nach Apia, auf dem am 7. Januar 1997 eine de Havilland Canada DHC-6 Twin Otter nahe Apia in einen Berg flog. Drei Menschen starben bei dem Aufprall.

## Flugverlauf
Die de Havilland Canada DHC-6 Twin Otter war zunächst planmäßig in Pago Pago gestartet. Aufgrund schlechten Wetters am Zielflughafen Fagali’i wichen die Piloten zum Flughafen Faleolo aus. Eine Landung war allerdings auch dort nicht möglich, weshalb sich der Kapitän entschloss, nun doch zum eigentlichen Ziel zu fliegen. Die Besatzung flog trotz starken Regens und einer niedrigen Wolkenuntergrenze im Sichtflug. Vier Kilometer südwestlich des Flughafens flog das Flugzeug in den Westhang eines Berges. Drei der fünf Insassen starben beim Aufprall.

## Untersuchung
Als Unfallursachen wurden das schlechte Wetter und die Entscheidung des Kapitäns, ungeachtet der reduzierten Sichtweite, den Anflug auf den Flughafen Fagali’i trotzdem fortzusetzen, benannt.